# Kostel svatého Petra a Pavla (Zdíkovec)
Kostel svatého Petra a Pavla ve vesnici Zdíkovec (okres Prachatice) je raně gotický farní kostel, který byl postaven v 13. století a je kulturní památka České republiky.

## Historie
První písemná zmínka o vsi Zdíkovec pochází z roku 1318. V roce 1370 je písemně doložená plebánie s vlastním duchovním správcem. Od roku 1782 byla ustanovena lokálie a od roku 1788 samostatná farnost. Původní kostel byl postaven v polovině 13. století. V období 1896–1899, kromě věže a západní tribuny, byl kostel ubourán a přestavěn v novogotickém slohu. Původní čtvercové kněžiště bylo zbořeno a nahrazeno novým s příčnou lodí (transeptem). Kostel je obklopen hřbitovem se zděnou ohradní zdí.
Kostel svatého Petra a Pavla patří římskokatolické farnosti Zdíkovec, vikariát Prachatice.

## Popis
Jednolodní orientovaná podélná zděná stavba s polygonálním závěrem se čtyřmi vnějšími pilíři. Hranolová věž s jehlancovou střechou je vložena v severozápadním koutu lodi, která je zaklenuta plochostropě. Hlavní vstup v severním průčelí lodi kryje předsíň a nachází se zde kryté schodiště na kruchtu a do věže.

### Zvony
V původní zvonici byly ve zvonovém patře zavěšeny tři zvony. Menší zvon o průměru 48 cm byl rekvírován v první světové válce. V roce 1927 byl zavěšen nový zvon, který byl vyroben ve zvonařské dílně Richarda Herolda v Chomutově. V roce 1942 byl rekvírován. Druhý zvon pochází z roku 1601. Byl ulit pasovským zvonařem Dionysiem Schulthesem. Třetí nejstarší zvon má protáhlý tvar (tvar homole cukru). Podle tvaru, složení materiálu a hudebních vlastností je jeho stáří datováno do období počátku druhé třetiny 13. století, tj. do období výstavby kostela. Tyto dva zvony jsou ve věži zavěšeny nad sebou.